# Delissaville Airport
Delissaville Airport är en flygplats i Australien. Den ligger i kommunen Belyuen och territoriet Northern Territory, omkring 20 kilometer sydväst om territoriets huvudstad Darwin. Delissaville Airport ligger 33 meter över havet.
Trakten runt Delissaville Airport är nära nog obefolkad, med mindre än två invånare per kvadratkilometer.. Närmaste större samhälle är Darwin, omkring 20 kilometer nordost om Delissaville Airport. 
I omgivningarna runt Delissaville Airport växer huvudsakligen savannskog. Savannklimat råder i trakten. Genomsnittlig årsnederbörd är 1 845 millimeter. Den regnigaste månaden är januari, med i genomsnitt 505 mm nederbörd, och den torraste är augusti, med 1 mm nederbörd.